# Parides panthonus
Espèce
Parides panthonus est une espèce d'insectes lépidoptères (papillons) de la famille des Papilionidae, de la sous-famille des Papilioninae, tribu des Troidini, sous-tribu des Troidina et du genre Parides.

## Taxonomie
Parides panthonus a été décrit par Pieter Cramer en 1780 sous le nom de Papilio panthonus.

### Sous-espèces
- Parides panthonus panthonus ; présent en Guyane, Guyana  et au Surinam
- Parides panthonus barbotini Brévignon, 1998 ; présent en Guyane et au Brésil.
- Parides panthonus phylarchus (Hopffer, 1866) ; présent en Guyane[1]

Parides panthonus phylarchus pourrait être un synonyme de Parides panthonus barbotini.

### Noms vernaculaires
Il se nomme Panthonus Cattleheart en anglais.

## Description
Parides  mithras est un papillon marron iridescent orné aux postérieure d'une ligne submarginale de grosses taches roses.

## Biologie
Il vole de février à novembre.

### Plantes hôtes
Les plantes hôtes de sa chenille sont des aristoloches.

## Écologie et distribution
Il est présent en Guyane, au Surinam et au Brésil.

### Biotope
Il réside dans les galeries forestières de la forêt tropicale, en zone humide,.

### Protection
Pas de statut de protection particulier.